# Işanguly Nuryýew
Işanguly Nuryýew (Balkanabat, 1953) è un politico turkmeno, ministro delle risorse naturali del Turkmenistan.

## Carriera politica
Il 26 dicembre 2006 è stato nominato dal Consiglio del Popolo del Turkmenistan, candidato alle elezioni presidenziali del 2007. Alle elezioni ha ottenuto il 7,5% delle preferenze ottenendo il secondo miglior risultato dietro al neo-Presidente del Turkmenistan, Gurbanguly Berdimuhamedow, vincitore delle elezioni con quasi il 90% dei voti.